# Ashley Cariño
Ashley Ann Barreto Cariño (Fajardo, Puerto Rico; 3 de agosto de 1994) es una modelo puertorriqueña-estadounidense, que fue coronada como Miss Universo Puerto Rico 2022.
Representó a su país en Miss Universo 2022 donde se posicionó en el top 5 de finalistas. Con anterioridad, fue coronada Miss Florida USA 2021 y quedó como segunda finalista en Miss USA 2021.

## Primeros años y educación
Cariño nació en la localidad puertorriqueña de Fajardo, siendo sus padres José Barreto y Olga Cariño. Era la mayor de cinco hijos. Más tarde, se trasladó con su familia a Kissimmee (Florida), cuando tenía cinco años de edad. Su madre había competido previamente en el concurso de belleza en Puerto Rico. Cariño asistió a la Escuela Secundaria Profesional y Técnica de Kissimmee, donde se graduó en 2012, y recibió la certificación para trabajar como rehabilitadora psicosocial, especializada en el trabajo con niños con diversidad cognitiva. Se había inspirado para dedicarse a la rehabilitación psicosocial después de haber superado ella misma el trastorno por déficit de atención e hiperactividad (TDAH) en la infancia.
Más tarde, Cariño se matriculó en el Valencia College de Orlando (Florida), y después se trasladó a la Universidad de Florida Central, donde estudió ingeniería aeroespacial. Antes de competir en Miss USA 2021, Cariño esperaba trabajar para la NASA después de graduarse.

## Carrera
Miss Florida USA 2021
En 2021, Cariño comenzó su carrera como concursante en Miss Florida USA 2021. Se inspiró para participar tras el estímulo de su familia, y compitió junto a su hermana Joyce Barreto. Representando a Kissimmee Sur, Cariño pasó a ganar el título en julio de 2021, convirtiéndose en la primera mujer de Kissimmee en ser coronada Miss Florida USA.
Como Miss Florida USA, Cariño se clasificó para competir en Miss USA 2021. La final de Miss USA se celebró el 29 de noviembre de 2021 en Tulsa (Oklahoma), donde Cariño quedó como segunda finalista, por detrás de la ganadora Elle Smith, de Kentucky, y de la primera finalista Caitlyn Vogel, de Dakota del Norte. Esta fue la tercera vez que Florida quedaba entre las tres primeras del concurso desde Miss USA 1980. Cariño completó posteriormente su reinado como Miss Florida USA tras coronar a Taylor Fulford como su sucesora en mayo de 2022.
Miss Universo Puerto Rico 2022
Después de completar su reinado como Miss Florida USA, Cariño se trasladó de nuevo a Puerto Rico con el fin de reclamar la elegibilidad para la que iba a ser la edición de 2022 de Miss Universo Puerto Rico. En junio de ese año, Cariño fue anunciada como una de las 28 finalistas establecidas para competir en el concurso, en representación del municipio de Fajardo.
La final se celebró posteriormente el 11 de agosto en Santurce (Puerto Rico). Cariño avanzó desde el grupo inicial de finalistas entre las quince primeras, luego entre las diez primeras y después en la lista de las cinco primeras, antes de ser coronada finalmente como la ganadora del concurso. Con su victoria, se convirtió en la segunda afro-puertorriqueña en ser coronada Miss Universo Puerto Rico, después de su predecesora, Michelle Colón. El 14 de enero de 2022 quedó en top 5 de la competencia Miss Universe, logrando así obtener la quinta clasificación consecutiva en la competencia.